# Halvlinne
Halvlinne är ett tyg bestående av 50 % lin och 50 % bomull. Normalt är varpen av bomull och inslaget av lin.
Fustian är ett halvlinne där varpen är av lin och inslaget av bomull. På engelska kan fustian användas även som adjektiv med innebörden pompös, bombastisk. Därav tygets alternativa namn bombast.
Två förslag till etymologi för fustian finns: 
1. Ordet härleds från gammalfranska fustaigne av medeltidslatin fustanum som betyder gjort av fustis, d.v.s. av en trädstam eller pinne.
2. Efter namnet på gamla Kairo, El Fustat, som var en viktig medeltida handelsplats och anges som den plats där det aktuella tyget först tillverkades.